# Почетно звание „Народен“
Почетното звание „Народен“ е третото по старшинство почетно звание в наградната система на Народна република България.

## Статут
Учредено е с указ № 960 от Президиума на VI велико народно събрание на 15 юни 1948 г. Правно е регламентирано с указ на Държавния съвет № 1094 за духовното стимулиране в НРБ (1974), с правилник за прилагане на указа (1975) и с отделен статут. Първоначално се присъжда от Президиума на Народното събрание, а след 1971 г. званието се присъжда от Държавния съвет на НРБ на български граждани. С почетното звание „Народен“ се награждават удостоени вече със званието „Заслужил“ дейци на изкуството и културата, научни работници, учители и лекари за техните „изключителни и от особено значение заслуги за изкуството, културата, науката, образованието и здравеопазването“.
Удостоените със званието „Народен“ получават грамота от Държавния съвет на НРБ, знака на званието и добавка към месечната заплата или пенсия от 100 лева, а удостоените с това звание преди 17 май 1966 – 140 лева. Дейците на науката, изкуството, културата и просветата се удостояват със званието „Народен“ в чест на 24 май, а останалите категории – в чест на 1 май или в деня на професионалните им празници.
С указ № 3520 на Държавния съвет на НРБ от 30 декември 1987 г. двете почетни звания „Заслужил“ и „Народен“ са отменени. С почетното звание „Народен“ са удостоени 705 души.

## Категории
Обособени са общо 14 вида почетни звания:
- Народен артист: (277)
- Народен архитект: (8)
- Народен деятел на изкуството: (1)
- Народен деятел на изкуството и културата: (95)
- Народен деятел на културата: (40)
- Народен деятел на науката: (97)
- Народен деятел на науката и културата: (1)
- Народен деятел на техниката: (1)
- Народен деятел на художествените занаяти: (1)
- Народен лекар: (38)
- Народен полиграфист: (1)
- Народен учител: (61)
- Народен фармацевт: (2)
- Народен художник: (82)

## Лауреати
- Никола Анастасов (Народен артист, 1980)
- Акад. Ангел Балевски (Народен деятел на науката)
- Павел Матев (Заслужил деятел на културата)
- Александър Геров (Народен деятел на културата, 1979)
- Георги Баев (Народен художник, 1984)
- Александър Баров (Народен архитект)
- Георги Брадистилов (Народен деятел на науката, 1974)
- Стоян Венев (Народен художник, 1954)
- Симеон Венов (Народен художник, 1987)
- Панчо Владигеров (Народен артист, 1949)
- Рангел Вълчанов (Народен артист, 1981)
- Георги Георгиев – Гец (Народен артист)
- Стефан Гецов (Народен артист)
- Борис Гондов (Народен художник, 1986)
- Йордан Гюлемезов (Народен полиграфист, 1981)
- Стефан Данаилов (Народен артист, 1983)
- Ружа Делчева (Народен артист)
- Катя Динева (Народен артист)
- Вълкана Стоянова (Народен артист, 1972)
- Иван Дуйчев (Народен деятел на науката 1974)
- Златка Дъбова (Народен художник, 1987)
- Любен Зидаров (Народен художник)
- Саздо Иванов (Народен деятел на науката, 1972)
- Лили Иванова (Народен артист, 1981)
- Любомир Кабакчиев (Народен артист)
- Георги Калоянчев (Народен артист, 1967)
- Кирил Петров (Народен художник, 1975)
- Камен Калчев (Народен деятел на културата)
- Иван Кирков (Народен художник, 1986)
- Димитър Киров (Народен художник, 1985)
- Тодор Костов (Народен артист)
- Тодор Костов (Народен лекар, 1984)
- Симеон Кръстанов (Народен учител, 1981)
- Йоан Левиев (Народен художник, 1986)
- Стефан Македонски (Народен артист, 1948)
- Евгени Матеев (Народен деятел на науката)
- Величко Минеков (Народен художник)
- Александър Мутафов (Народен художник, 1952)
- Стоянка Мутафова (Народен артист, 1980)
- Георги Наджаков (Народен деятел на науката, 1963)
- Атанас Нейков (Народен художник, 1985)
- Николай Ненов (Народен архитект, 1987)
- Иван Нешев (Народен художник, 1985)
- Никола Николов (Народен архитект)
- Александър Обретенов (Народен деятел на културата, 1975)
- Светослав Обретенов (Народен артист, 1970, посмъртно)
- Димитър Осинин (Народен деятел на културата, 1971)
- Тодор Павлов (Народен деятел науката и културата, 1956)
- Асен Петров (Народен деятел на изкуството, 1970)
- Симеон Пиронков (Народен артист, 1985)
- Методи Писарски (Народен архитект, 1987)
- Иван Попов (Народен деятел на техниката, 1972)
- Йордан Радичков (Народен деятел на културата, 1978)
- Георги Русев (Народен артист, 1977)
- Светлин Русев (Народен художник)
- Стефан Савов (Народен артист, 1963)
- Стефан Савов (Народен художник, 1987)
- Валентин Старчев (Народен художник, 1986)
- Христо Стефанов (Народен художник, 1985)
- Борислав Стоев (Народен художник, 1986)
- Георги Стоилов (Народен архитект)
- Танчо Василев Стоянов (Народен учител, 1985)
- Димитър Табаков (Народен деятел на науката)
- Александър Танев (Народен артист)
- Калина Тасева (Народен художник, 1984)
- Цено Тодоров (Народен художник)
- Дечко Узунов (Народен художник)
- Димитър Узунов (Народен артист)
- Кънчо Цанев (Народен художник, 1987)
- Кирил Цонев (Народен художник, 1971)
- Димитър Шопов (Народен деятел на науката)
- Атанас Яранов (Народен художник, 1987)
- Кирил Кръстев (Народен артист)

## Описание
Знакът на почетното звание има форма на правилен кръг с диаметър 26 мм, изработен от жълт метал. В медальон в средата на знака е изобразен факел, околовръст са две лаврови клончета, а отгоре – миниатюрна петолъчка. В основата е изписано наименованието на почетното звание (НАРОДЕН). Отличието се носи на петоъгълен носач, върху който с емайл е нанесен националният трикольор.